# ヤンク (雑誌)

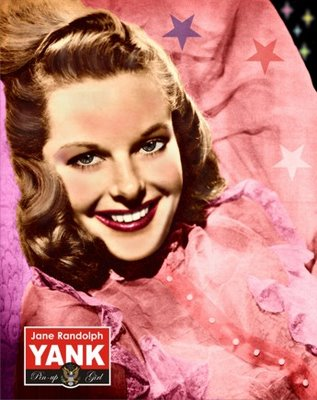
1942年7月17日号に、初めて登場したジェーン・ランドルフ。

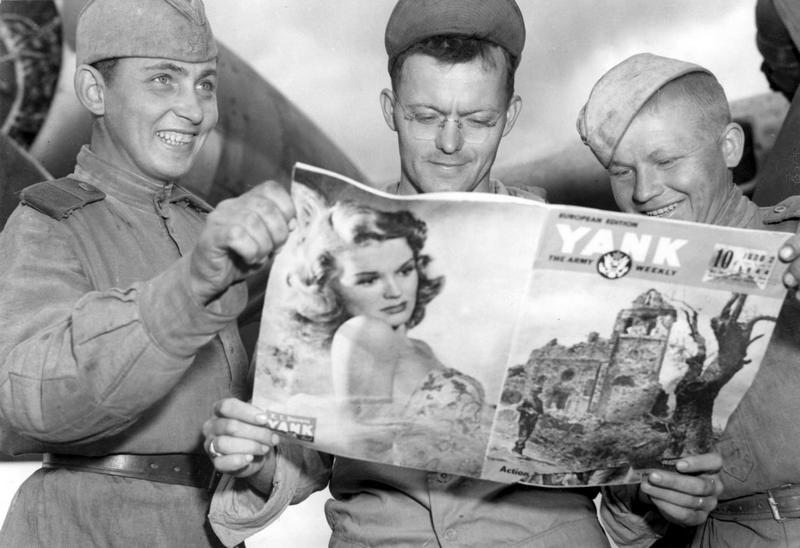
『ヤンク』誌を読むソ連軍の兵士たち。軍事関係の報道写真の表紙と、ピンナップガールの裏表紙という構成は、この雑誌の定番であった。

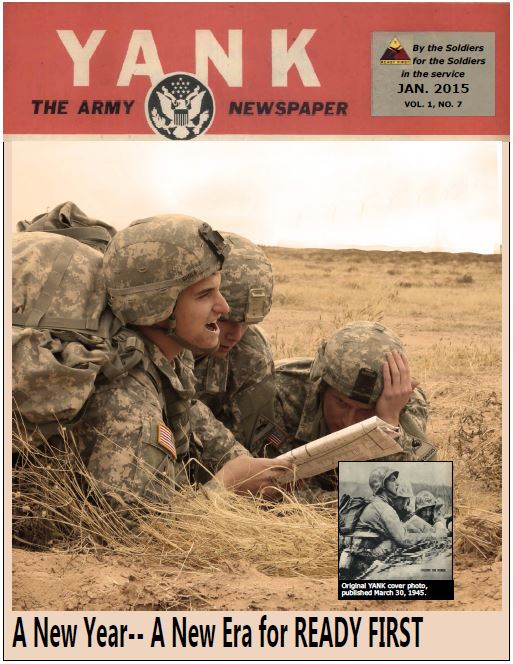
1/1 AD （第1機甲師団第1旅団）の『YANK』誌、2015年1月号の表紙写真。第1機甲師団第1旅団第41歩兵連隊第3大隊ブラボー中隊所属の歩兵3名が、『ヤンク』誌1945年3月30日号の表紙写真を再現している。

『ヤンク』(Yank, the Army Weekly) は、第二次世界大戦中にアメリカ軍が発行していた週刊誌。

## 歴史
この雑誌を発案したのは、第一次世界大戦中に『星条旗新聞』で働いた経験があったエグバート・ホワイトであった。彼は1942年はじめに、陸軍に雑誌刊行を提案し、中佐に任官した。ホワイトが全般的な指揮を取り、フランクリン・S・フォースバーグ少佐が経営面を担い、ハーツェル・スペンス少佐が初代の編集人となった。その後、ホワイトは、掲載された記事に関する見解の相違から『ヤンク』誌のスタッフから外された。その直後、スペンスも他の任務に就くこととなり、ジョー・マッカーシー (Joe McCarthy) が編集長となった
創刊号は、表記に記された日付が1942年6月17日であった。この雑誌は、下士官以下の兵員が記事の大半を書き、一部は責任者として将校も記事を書いたが、当初は海外に派遣されているアメリカ陸軍の兵士だけが入手できる形を取っていた。1942年7月15日付の第5号からは、合衆国内で軍務に就いている者も入手できるようになったが、新聞販売スタンドなどで一般向けに売られることはなかった。『ヤンク』誌の発行部数は41か国21版を合わせて250万部以上となっていた。
最終号は1945年12月28日付で発行された。ジョー・マッカーシーは編集オフィスが閉鎖された1945年の大晦日まで、編集長の座に留まった。

## トリミンガム書簡
1944年4月25日号には、黒人であるルパート・トリミンガム伍長からの書簡として、ドイツ人捕虜たちの方が、アメリカ軍の黒人兵よりも、よほど敬意をもって処遇されているという苦情が掲載された。この書簡は、即座に強烈な反応を呼んだ。その後、7月25日号に掲載されたトリミンガムからの続報は、彼の主張を支持するとした287通の書簡が寄せられ、うち183通は白人からのものだったと伝えた。『ヤンク』の編集人は、「GIたちから数多くのコメントが寄せられ、そのほぼ全てが、伍長に対する扱いへの怒りを表明していた」と述べた。この年、ロバート・E・マクローリンはこの書簡に触発されて短編「A Short Wait between Trains」を発表し、翌1945年にはルース・ムーア (Ruth Moore) がこれを一幕物の戯曲にした。

## 画家や写真家たち
この雑誌で働いていたスケッチ画家には、ロバート・グリーンホール (Robert Greenhalgh)、ヴィクター・カリン (Victor Kalin)、ハワード・ブロディのようなスケッチ画家たちがおり、またデイヴ・ブレガーによる漫画「G.I. Joe」や、ジョージ・ベイカー軍曹の「Sad Sack」も掲載されていた。「ファミリー・サーカス (The Family Circus) で知られたビル・キーンの漫画作品も『ヤンク』誌に掲載されており、画家で著作家のジャック・コギンスは、まずニューヨークで、次いでロンドンでこの雑誌に合わせて2年間携わり、24号以上にイラストレーションや記事を寄稿した。写真家ジョン・ブシェミは、太平洋戦争の写真を撮り、『ヤンク』誌にカバー写真をいくつも提供した 。

## 復刊
2014年、テキサス州のフォート・ブリスに駐屯する第1機甲師団の第1ストライカー装甲車旅団戦闘団が、旅団の公式出版物として『ヤンク』誌を復活させた。1/1（「第1師団第1旅団」の意味）版の『ヤンク』誌の表紙では、旅団の兵士たちがオリジナルの『ヤンク』誌の表紙写真を再現している。